# A/Rivista Anarchica
A/Rivista Anarchica, est un périodique mensuel anarchiste italien, aussi connu sous la simple dénomination A, fondé en février 1971. Le responsable de la revue est alors Marcello Bataghini.
Une des originalités de la revue, outre la qualité de sa réalisation technique, est la réinterprétation en italien par Roberto Ambrosoli du personnage de comics, Anarchik, créé aux États-Unis par G. Segfried au début des années 1970.

## Sources
- Amedeo Bertolo[6], Eduardo Colombo, L'Imaginaire subversif: interrogations sur l'utopie, Édition Noir, 1982, lire en ligne.
- Centre international de recherches sur l'anarchisme (Lausanne) : notice bibliographique.
- Fédération internationale des centres d'études et de documentation libertaires : affiches.